# Gypona ecloga
Gypona ecloga är en insektsart som beskrevs av Delong 1980. Gypona ecloga ingår i släktet Gypona och familjen dvärgstritar. Inga underarter finns listade i Catalogue of Life.